# 夏鹤
夏鹤（1953年—），湖北仙桃人，汉族，中华人民共和国政治人物、第十一届全国人民代表大会安徽地区代表。
毕业于西安政治学院军事法学专业，是中共党员丶武警少將。担任武警指挥学院院长。2008年起担任全国人大代表。